# スーパーマリオUSA
『スーパーマリオUSA』（英: Super Mario USA、スーパーマリオユーエスエー、Super Mario Bros. 2）は、任天堂より発売されたファミリーコンピュータ（ファミコン、FC）用ゲームソフト。日本で発売された『夢工場ドキドキパニック』（1987年）をベースに、マリオシリーズのキャラクターに置き換えた作品で、日本国外でのタイトル名はSUPER MARIO BROS. 2（1988年）。
後にリメイク版や他機種版も発売された（#他機種版）。

## ゲーム内容

### システム
以前からのヒーローであるマリオとルイージのほか、ピーチ・キノピオを加えた4人がプレイヤーキャラクターとして登場する。ゲーム開始時にどれか1人を選んで操作する。4人とも能力特性が異なっており、ステージによってそれぞれ向き不向きがあり、キャラクターの特性を活かして攻略できる。各ステージ開始時のみキャラクター選択が可能である。
『夢工場ドキドキパニック』のゲームシステムを継承しているため、他のFC版のスーパーマリオシリーズとはゲームシステムに一部相違がある。以下に主な相違点を記す。
- ステージに時間制限がなく、ステージクリアまでにどれだけ時間をかけてもタイムアップにならない。
- 得点の概念がない。
- ライフ制が採用されている[3]。
  - ステージ開始時のライフゲージ（ライフ最大値）は2で、各ステージのスタート時およびミスした後の再スタート時はチビキャラクターではなくライフ満タン状態で始まる。
  - 主に敵キャラクターに横や下から触れるとライフゲージが1つ減ってしまう（ボスや特定の敵は上に乗ろうとしてもダメージを受けてしまう）。ライフの値が1になるとチビキャラクターの状態になるが、本作ではチビキャラクターになっても他作品のように狭い場所を通れるなどのメリットは特にない。ライフがすべてなくなるとミスになる。
  - 敵を8匹倒すと、ライフ回復効果のあるハートが出現し、取るとライフが1つ回復する。
  - 特定の場所で裏の世界（後述）に入ることでライフゲージが増えるキノコを手に入れることができる（基本的に1ステージにつき2つだが、1つしかないステージもある）。
- 土管がない代わりにステージ各所に壺が存在する。中に入ることのできる壺もある。
- ステージ中に埋まっている薬を地上に落とすとその場所に扉が出現し、その扉を入ると裏の世界に入ることができる。
  - 先述のように特定の場所にはライフゲージが増えるキノコがある。
  - 裏の世界の草を抜くとコインが手に入る。ステージクリア時にコイン1枚につき1回、スロットマシンに挑戦できる[注釈 2]。ただし同一ステージで3回以上裏の世界に入ると、3回目以降は草を抜いてもコインが出現しなくなる。
  - 特定の場所で薬を使い、裏の世界の壺に入ると、先のワールドへワープできる[3]。
    - ワールド1-3⇒ワールド4-1
    - ワールド3-1⇒ワールド5-1
    - ワールド4-2⇒ワールド6-1
    - ワールド5-3⇒ワールド7-1
- 本作では敵キャラクターの上に着地した場合、その敵を踏んで倒すことにはならず、その敵の上に乗ることになる。敵を足場として利用することもできる。敵の上に乗っているときに、その敵を持ち上げることができる。持ち上げた敵は他の敵に投げつけたり穴の中に投げ落としたりすることができるが、他の敵に当たらずに地上に落ちた場合は復活する。
- ライフが0になったり、穴に落ちたりするとミスとなり残り人数が1人減る。残り人数が0になるとゲームオーバーとなる。『夢工場ドキドキパニック』とは異なりコンティニューが最大2回までと上限が設けられており、これを越えると最初からやり直すことになる。
- 各ステージの最後にはステージのボスとしてキャサリンがおり[注釈 3]、次のステージへの扉（マスクゲート）を開く鍵となるクリスタルを守っている。各ワールドの3エリアでは、キャサリンを倒してクリスタルを取り（World 1〜4の3エリアでは置かれてあるクリスタルを取り）開けた扉の先にボスがおり、それを倒さないとクリアにならない。7ワールドは2エリアしかなく（理由は夢工場ドキドキパニック#システムの項目の記述を参照）、ボスに関する流れが特殊である。

なお、元の『夢工場ドキドキパニック』との相違点として、セーブ機能削除以外に以下が挙げられる。
- メインキャラクターがそれぞれマリオキャラクターに置き換えられている。また、残りライフ1の状態ではチビキャラクターなる。
- 舞台は「夢宇界（ムウかい）」ではなく「サブコン」という設定。
- ステージ進行が個別から共有になっている[注釈 4]。
- 上記に伴い全てのキャラクターでマムーを倒す必要はなくなった。すなわち、いずれかのキャラクターでマムーを倒せば真エンディングに到達できる。
- キャラクター選択画面、地上フィールドのBGMがロングバージョンになっている。
- 扉の裏世界ではスーパーマリオブラザーズの地上エリアBGMが流れる。
- スターを取った時の無敵のBGMもスーパーマリオブラザーズのものと同じ。
- 一部のグラフィックが書き換えられている。
- 7-1の他、一部マップが変更されている。
- 5-3のボスキャラクターが変更されている。
- マムーの耐久力の変化（野菜4発→6発で撃破）。
- 野菜を引っこ抜く時や投げた野菜が敵に当たったなどの一部の効果音が変わっている。
- スーパーマリオブラザーズと同様のダッシュが可能になった。これにより機動性能と行動範囲が広がった。ただしルイージ以外はダッシュで1ブロック分の隙間を走り抜けることができない。

BGMは、『夢工場ドキドキパニック』を踏襲しているが、本作ではBGMに打楽器パートが追加され、『スーパーマリオブラザーズ3』で使用されたティンバレスなどの音が使われている。また、同じBGMでも微妙に音色が変えられたものや、テンポがオリジナル版と異なるものある。

### アイテム
野菜
地中に埋まっている。種類はカブ・ニンジンなど様々。敵に投げつけることでダメージを与えられる。同一ステージ内で4個引き抜くと、次の5個目がストップウォッチになる。
小さな野菜（はずれ野菜）
成長途中のため、野菜よりサイズは小さいが威力は同じ。なお、何個引き抜いてもストップウォッチにはならない。このアイテムに限り、マリオ・ルイージ・ピーチも、キノピオと同じ速さで引き抜くことができる。
ストップウォッチ
数秒間にわたり敵の動きを止めることができる。効力が発生している間は効果音が鳴る。ただし無敵効果はなく、止まっている敵にぶつかった場合は通常と同様にダメージを受ける。
薬
地上に投げると裏の世界への扉が現れる。裏の世界には8秒間しかいられず、8秒経過すると強制的に元の世界に戻され、扉もすぐ消えてしまう。裏の世界に入って8秒経過する前であっても、再び扉に入ると元の世界に戻ることはできる。ただしその場合でも、扉はすぐ消えてしまう。
例外として、流砂の中に薬を投げ込むと薬は扉に変化せず、そのまま沈んでいってしまう。沈み切る前に取り出すことはできる。また、薬を投げた位置がダンジョンの出入口やハシゴに重なった場合は、裏の世界に行くことはできない。
壷の中で薬を投げても扉は現れない。
裏の世界で草を引き抜くと全てコインになる。ただし、同じステージで何度も裏の世界に入った場合、3回目以降は裏の世界で草を引き抜いてもコインは出現せず、小さな野菜ばかりが出てくる。
ライフUPキノコ
裏の世界の特定箇所に直接置かれている。上に乗って引き抜くと最大ライフ数を1つ増やすことができ、その際にライフも全快する。ただし効力はそのステージのみで、次のステージに進んだりゲームオーバーになったりすると最大ライフ数が2に戻る。
コイン
ステージクリア後のスロットにチャレンジできる。裏の世界で草を引き抜くと入手できる。上記のように手に入れられるチャンスは1ステージにつき2回まで。野菜がある所で裏の世界に行かないと取れない。
ハート
敵を8匹倒すごとに出現。ライフを1つ回復できる。敵を8匹倒すと画面下からゆっくりと浮き上がりながら現れる。ライフが満タンの時に取っても効果はない。チビキャラクターのときに取ると、他のシリーズでのスーパーキノコを取った時と同様の演出と効果音が鳴る。
チェリー
5つ集めるとスターが出現する。裏の世界でも入手でき、スターを早くから出すテクニックに使える。例えばチェリーのある地点に程近い所に薬を投げて扉を出し、裏の世界へ行くと、裏の世界でチェリーを入手でき、さらに元の世界へ戻るとチェリーは復活しており再び入手できる。ただし、裏の世界で5つめのチェリーを取ると、スターが裏の世界に現れてしまう。さらに、地形の関係上などから、取れないまま制限時間が過ぎて元の世界に戻されてしまうと、スターはいなくなっており、取り損ねたことになる。無計画にチェリーを取っていると、これによる損をしてしまうケースも少なくない。
スター
チェリーを5つ集めると、画面下からジグザグにゆっくりと移動しながら現れる。数秒間無敵状態になり、体当たり攻撃ができる。
爆弾
引き抜くと数秒後に爆発する。爆風により敵にダメージを与えられるほか、一部の壁を壊すことができる。持ったままかすぐ近くにある状態で爆発すると、自分も爆風を受けて巻き添えになりダメージを受けてしまう。
キノコブロック
キノコ形のブロック。敵に投げつけてダメージを与えられるほか、複数を積み上げることで敵の進路をふさいだり、火の玉攻撃を防いだり、足場を作ったりすることができる。何度投げたり敵に当てたり攻撃を受けたりしても穴の中に投げ落とさない限り消えることがない。特に緑のキャサリンのように火の玉しか吐かないボスを倒すときは欠かせない。ステージによってブロックの柄が多少異なっているが、性質は全く同じ。
甲羅
投げると地面を滑っていく。敵キャラクターの列に甲羅を投げ込んで一掃することができる。滑っている甲羅に乗ることもできる。本作では甲羅が壁や障害物にぶつかると跳ね返らずに消えるほか、滑っている甲羅に触れてもダメージを受けない。
GBA版ではサイズが大きくなり壁などにぶつかると跳ね返り、滑っている甲羅に触れてしまうとダメージを受ける。一定の数の敵を倒すと、軌道上に敵がいる限り永遠に1UPする。
カギ
カギのかかった扉を開くために必要。持っているとカメーンが高速で追いかけてくるが、手放す（どこかに置く）と逃げて行く。キャサリンが持っている場合もある。持ち歩く速度はどのキャラクターも変わらない。
1UPキノコ
残り人数を1人増やすことができる。引き抜いた時点で効果を発揮し、消える。
POWブロック
一度持ち上げて地面に投げつけると画面内の敵を一掃できる。なお、空を飛んでいる敵には効かない。多くのアイテムのように地中には埋まっておらず、床に直接置かれている。GBA版では「BIGPOWブロック」も存在する。
ロケット
特定の草を地面から引き抜くと姿を現し、強制的に次のエリアへ移動となる。
水晶玉
ステージの終わりにあるマスクゲートを開くために必要。キャサリンが持っていることが多く、その場合は倒すと入手できる。

## ストーリー
ある晩マリオが見た、不思議な夢。
見たこともない不思議な景色の中で、マリオの耳にか弱き声が聞こえてきた。「ここは夢の国サブコン。この国はマムーによって支配され、私たちはマムーに囚われています。どうか私たちを助けて下さい。……そうそう、マムーは野菜が苦手だということをお忘れなく……」と同時に雷鳴がとどろき、気付けばマリオはベットから落ちていた。
次の日、マリオはルイージ・ピーチ・キノピオと4人でピクニックに出かけ、そのときにマリオは何気なくゆうべの夢の話をしたところ、不思議なことにマリオ以外の3人も全く同じ夢を見ていたという。目的地に着いた4人は、見知らぬ洞窟を発見。そしてその洞窟の奥にあった扉を開けた4人は驚いた。なんと夢で見たものと同じ世界が広がっていたのである。
夢の導きに従い、マリオたちは悪の魔王マムーを倒すべく冒険にでかけるのであった。

## 登場キャラクター

### プレイヤーキャラクター
マリオ
標準的な性能。ジャンプ力、物を持ち上げる速さとも、全キャラクター中2番目。ただし、敵キャラクターなどの重い物を持つとジャンプ力、移動速度ともに若干下がる。
『夢工場』でのイマジンに相当する能力。
ルイージ
ジャンプ力が最も高い。また、滞空時間が他キャラクターより長い。独特の浮遊感があるため使いこなすには若干の慣れが必要だが、その滞空時間のおかげで他のシリーズ同様Bダッシュで1ブロック分の穴を駆け抜けることができる。物を持ち上げるスピードと移動速度は、3番目とやや低い。敵キャラクターなどの重い物を持っているとジャンプ力・移動速度は大きく下がる。また、この作品がきっかけで、バタ足ジャンプが後にほかのマリオ作品に登場するようになった。
本作ではグラフィックは過去の作品のようなマリオの色違いではなく、マリオより長身で痩せ型という設定を反映させた独自のグラフィックとなっている。
『夢工場』でのママに相当する能力。
ピーチ
物を持ち上げるときのスピードは最も遅い。ジャンプ力も3番目と低いが、ジャンプしたあと一定時間空中浮遊しながら左右に移動することが可能で、高く飛ぶことはできないが、最終的な飛距離は最も長くなる。敵キャラクターなどの重い物を持つと移動速度・ジャンプ力ともに最も低下するが、空中浮遊できる時間が短くなることはない。
『夢工場』でのリーナに相当する能力。
キノピオ
ジャンプ力は最低だが一番力持ちで、一瞬で物を持ち上げることができる。敵キャラクターなどの重い物を持っている時もジャンプ力が低下せず、移動速度は逆に上昇する。
ファミコン版のグラフィックでは帽子の斑点と服が青色。
『夢工場』でのパパに相当する能力。
それぞれの能力を比較すると以下のようになる。
ジャンプの高さ、ジャンプの素の飛距離
ルイージ ＞ マリオ ＞ ピーチ ＞ キノピオ
ただし、ピーチは空中浮遊とダッシュを併用すると飛距離を伸ばせるため、結果的にルイージより遠くへ飛べる。
物を持ち上げる早さ、物を持っているときの移動スピード
キノピオ ＞ マリオ ＞ ルイージ ＞ ピーチ

## 他機種版
| No. | タイトル                                                               | 発売日                                        | 対応機種                          | 開発元             | 発売元 | メディア                            | 型式                                   | 売上本数 | 備考 |
| --- | ---------------------------------------------------------------------- | --------------------------------------------- | --------------------------------- | ------------------ | ------ | ----------------------------------- | -------------------------------------- | -------- | --- |
| 1   | スーパーマリオコレクション Super Mario All-Stars                       | 1993年7月14日 1993年8月2日 1993年12月16日     | スーパーファミコン                | 任天堂情報開発本部 | 任天堂 | 16メガビットロムカセット            | SHVC-4M SNS-4M-USA SNSP-4M-NOE         | -        | グラフィックやサウンドを強化したリメイク版                                                                |
| 2   | Super Mario All-Stars + Super Mario World                              | 1994年12月                                    | スーパーファミコン                | 任天堂             | 任天堂 | ロムカセット                        | SNS-5M-USA SNSP-5M-EUR                 | -        | |
| 3   | BSスーパーマリオUSA パワーチャレンジ                                   | 1996年                                        | スーパーファミコン (サテラビュー) | 任天堂             | 任天堂 | BS-Xデータ放送                      | -                                      | -        | スーパーファミコン版スーパーマリオコレクションのスーパーマリオUSAをベースに開発されたサウンドリンクゲーム |
| 4   | スーパーマリオアドバンス                                               | 2001年3月21日 2001年6月11日 PAL 2001年6月22日 | ゲームボーイアドバンス            | 任天堂             | 任天堂 | 32メガビットロムカセット            | AGB-AMAJ-JPN AGB-AMAE-USA AGB-AMAP-EUR | -        | 巨大アイテムや巨大敵キャラクターなどが追加                                                                |
| 5   | Super Mario Bros. 2 スーパーマリオUSA                                  | 2007年5月25日 2007年5月2日 2007年8月10日      | Wii                               | 任天堂             | 任天堂 | ダウンロード (バーチャルコンソール) | FBYP FBYE FBYJ                         | -        | ファミリーコンピュータ版の移植                                                                            |
| 6   | スーパーマリオコレクション スペシャルパック                            | 2010年10月21日                                | Wii                               | 任天堂情報開発本部 | 任天堂 | 12cm光ディスク                      | RVL-P-SVMJ-JPN                         |          | 『スーパーマリオコレクション』版の移植                                                                    |
| 7   | スーパーマリオUSA Super Mario Bros. 2                                  | 2012年11月28日 2013年7月11日 2013年8月7日     | ニンテンドー3DS                   | 任天堂             | 任天堂 | ダウンロード (バーチャルコンソール) | TBMJ TBME TBMP                         | -        | ファミリーコンピュータ版の移植                                                                            |
| 8   | Super Mario Bros. 2 スーパーマリオUSA                                  | 2013年5月16日 2014年5月19日                   | Wii U                             | 任天堂             | 任天堂 | ダウンロード (バーチャルコンソール) | FAHE FAHP FAHJ                         | -        | ファミリーコンピュータ版の移植                                                                            |
| 9   | スーパーマリオアドバンス                                               | 2014年7月16日 2014年11月6日                   | Wii U                             | 任天堂             | 任天堂 | ダウンロード (バーチャルコンソール) | PAXJ PAXE                              | -        | ゲームボーイアドバンス版の移植                                                                            |
| 10  | ファミリーコンピュータ Nintendo Switch Online                          | 2019年2月13日                                 | Nintendo Switch                   | 任天堂             | 任天堂 | ダウンロード                        | -                                      | -        | ファミリーコンピュータ版の移植                                                                            |
| 11  | スーパーファミコン Nintendo Switch Classics スーパーマリオコレクション | 2020年9月3日                                  | Nintendo Switch                   | 任天堂             | 任天堂 | ダウンロード                        | -                                      | -        | スーパーマリオ35周年記念で『スーパーマリオコレクション』版の移植                                          |
| 12  | ゲームボーイアドバンス Nintendo Switch Online スーパーマリオアドバンス | 2023年5月26日                                 | Nintendo Switch                   | 任天堂             | 任天堂 | ダウンロード                        | -                                      | -        | ゲームボーイアドバンス版の移植                                                                            |

リメイク版（スーパーファミコン版・ゲームボーイアドバンス版）では、ステージ開始時のほか、ステージ途中でミスした際の再開前にもキャラクターを選択し直すことができるようになった。またセーブ機能が追加されたため、コンティニューが無制限となった。キノピオはイラスト同様の赤色になった。

### スーパーマリオアドバンス
『スーパーマリオアドバンス』（英: SUPER MARIO ADVANCE）は、2001年に任天堂より発売されたゲームボーイアドバンス用ゲームソフト。『スーパーマリオUSA』の移植作で、パッケージには、副題『スーパーマリオUSA+マリオブラザーズ』が記載されている。グラフィックなどはスーパーファミコンで発売された『スーパーマリオコレクション』に基づいているが、そちらから更なる追加要素や変更が施されている。2014年7月16日より、Wii Uのバーチャルコンソールにて配信されている。また、2023年5月26日より『ゲームボーイアドバンス Nintendo Switch Online』にて配信開始。

#### 新アイテム
Aコイン
『スーパーマリオワールド』のドラゴンコインに相当するもので、各ステージに5枚配置され、5枚取ると1UPする。使用キャラクターを選んだ後のマップに1枚あたり1％として表示される（ゲーム中にポーズしても確認できる）。全ステージでAコインを集めると、タイトルの背景が変わる。
ハート大根
ライフを回復できる。また従来のハートはサイズが大きくなり、敵を2匹以上連続して倒すだけで出現するほか、ステージ上にも浮いており、ライフを回復できる機会が増えた。
ライフが減っていると、ハートがライフメータに映る演出がある。
巨大な野菜
通常の野菜より2回り大きく、引き抜くのに時間がかかる。
巨大なPOWブロック
通常の4つ分の大きさのPOWブロックで、3回バウンドする。持ち上げるのに時間がかかる。
フェイスボール
2-2（開始マップの3つ目の長い壺内部）にのみ出てくる派手な色のボール。上に乗ると音が鳴って少しへこみ、ここでジャンプするとしゃがまずとも大ジャンプができるようになり、持ち上げると転がって敵を倒せる。しばらく転がしていると縮んで消滅してしまう。

#### 新敵キャラクター
巨大な敵（巨大ヘイホー・巨大ハックン）
通常より2回り大きく、引き抜くのに時間がかかる。投げるだけでハートを出す。地面に埋まっている場合もある。敵に当たる範囲が広いため倒しやすくなっている。
メカキャサリン
3-3のボスでドン・チュルゲに代わって登場するボス（従来の3-3のドン・チュルゲは6-3のボスとなった）。巨大なタマゴを吐き出して攻撃したり、ジャンプで衝撃を起こし突進してくる。
不思議なキャラ
1-1（開始マップの一番下）と3-1（開始マップの一番奥）で、上に乗ると四角い丘を持ち上げる黄色とオレンジの縞模様のある顔のついたキャラクター。接触してもダメージはなくすり抜け、こちらの攻撃も当たらない。毎日コミュニケーションズの攻略本には「敵ではない」と書かれているが、アイテムとも異なるので便宜上ここに記載。
担いでいる丘は地形ではなくこのキャラクターの一部らしく、1-3でここまで薬を運び裏世界（敵キャラクターなどは存在しないが地形は表の反転）に行くと丘が裏世界に存在しない。
水色の尖った敵（正式名称不明）
5-2（2つ目のツタを上るマップの壺の中）のみに出てくる水色のタケノコ状の物体に目がついた敵。上下に伸縮しているが移動はしない。接触するとダメージを受け、踏むことも不可能。壺の中で入手できるPOWブロックや野菜を当てても一切効かない。

#### 新制度
ステージ単位でのセーブ
『スーパーマリオコレクション』ではワールド単位でのセーブだったが、今回はステージ単位でのセーブが可能になった。ワールドとコース選択もメインメニューから自由に選択になる。
やり直し機能の実装
ポーズ画面で「やりなおし」を選択すると、ステージ開始時の状態で再スタートできる。ただしステージ開始時にライフが2であってもライフが1からのスタートとなる。
最大ライフ数の拡大
多くのステージでキノコが3つ出現し、最大ライフ数が5になった。併せてツボなどの仕掛けも増えた。
スコア制
敵を倒したり、アイテムを入手するたびにスコアが加算される。その他、他のマリオシリーズで広く使われていた、敵を数匹以上連続で倒すと1UPする機能も備わり、残り人数が以前よりも増しやすくなった。また、これに伴って一部数が増えたステージがある（大抵5匹くらい並んでいる）。
ヨッシーチャレンジ
最終ボスのマムーを倒した際にタイトルの横にヨッシーのたまごが出現し、YOSHI CHALLENGEができる。ここでは各ステージのキノコのうち2つがヨッシーのたまごになり、ミスもしくはワープすることなくクリアするとステージ選択画面に入手したたまごが表示される。たまごの位置はキノコの時と変わっていることが多い（たまごにならなかったキノコの出現場所は変わらない）。ステージはキャラクター選択ごとに自由に選べる。ライフは最大3まででステージ途中でミスもしくはワープしてクリアしたりすると持ってたたまごは全て没収されてしまうため難易度はかなり高い。またステージクリア時のスロットマシンはない（コインは入手できるが10点入るのみ）。
BET機能
ステージクリア後のスロットで、コイン枚数分だけ掛け数を入れることができ、1UP以上がでた場合はその枚数分倍に加算される。

#### その他細かい変化
システム面
- 上下のスクロールが手動でできるようになった。場所によっては扉の異世界でもスクロールできる。
- 甲羅が壁にぶつかっても消えずに跳ね返る。跳ね返った甲羅に当たるとライフが減る。敵を倒すと1匹目からハートが出現する。
- カメーンが無敵状態の体当たり攻撃で倒せる。倒すとカギを持っていても追いかけてこなくなる。
- ピンク以外のステージにいるキャサリンではリボンを引っこ抜くことができるが、リボンをぶつけてもダメージを与えることはできない（元の位置に再び生える）。

演出面
- 使用キャラクター（マリオなど）・ボスキャラクター（キャサリンなど）がしゃべる。使用キャラクターについては各コースをプレイ開始する、パワーアップする、裏世界でキノコなどを取る、野菜を引っこ抜く、敵などを持ち上げる、残機が増える、ミスをする、コースクリアするたびに発声される。キャサリンは色によってしゃべるセリフが変わる。
- コースクリアをした際「COURSE CLEAR!」と表記される。
- ボス部屋に入ったときは原作と異なるBGMが流れボスに近づくとボスがセリフを喋り原作のボスBGMに変わる。
- タイトル画面がカットされており、ゲーム選択画面からゲームを選択することで直接キャラクター選択画面に移行する。
- 使用キャラクターの選択画面が新しくなり、ジャンプなどの性能が表示されるようになった。
- つぼに入った時のBGMが新規に作られたほか、背景も新しくなった。つぼの中に敵キャラクターや野菜やこうら、魔法の薬が埋まっている場合もある。
- 爆弾やボブが爆発したとき背景が点滅しなくなったが、スパックに触れた際は背景が感電を思わせるものになった。
- トンダリアの色が茶色に統一された。
- ヒーボーボーとチョッキーの出現シーンがほかのボスと異なる。
- エンディングでOstro（ダウチョ）とBirdo（キャサリン）の名前が入れ替わっていた点が修正されたほか、日本版のみピーチ・キノピオの名前が変更されている（ピーチ：Princess→Peach、キノピオ：Toad→Kinopio）。

#### MARIO BROS.
- 『マリオブラザーズ』が遊べるモード。
- バトルモード（対戦）とクラシックモード（協力）があり、バトルモードはマルチプレイと1カートリッジプレイの両方に対応しているが、クラシックモードはマルチプレイにしか対応していない。Wii Uのバーチャルコンソール版は通信プレイができない。

## 音楽
サウンドトラック
『ファミコン サウンドヒストリーシリーズ「マリオ ザ ミュージック」』（2004年7月22日）
サイトロン・デジタルコンテンツより発売されたCD内の一作品として収録されている。
『スーパーマリオコレクション　スペシャルパック』の「スーパーマリオヒストリー 1985-2010」
2曲目に地上BGMが収録されている。

## 広告
CMのキャサリンの声は日出郎が担当した。

## スタッフ
- エグゼクティブプロデューサー：山内溥
- プロデューサー：宮本茂
- ディレクター：田邊賢輔
- アシスタントディレクター：紺野秀樹
- キャラクターデザイン：杉山直
- タイトル：清水一伸
- コース設計：田邊賢輔、山村康久、紺野秀樹
- モーションデザイナー：手塚卓志、小田部羊一
- プログラマー：中郷俊彦、竹谷康範、岩脇敏夫、森田和明、たかくらたつのり
- 音楽：近藤浩治

## 評価
ファミリーコンピュータ版
ゲーム誌『ファミコン通信』の「クロスレビュー」では、6・7・6・5の合計24点（満40点）、『ファミリーコンピュータMagazine』の読者投票による「ゲーム通信簿」での評価は以下の通り20.22点（満30点）となっている。
| 項目 | キャラクタ | 音楽 | お買得度 | 操作性 | 熱中度 | オリジナリティ | 総合  |
| 得点 | 3.69       | 3.24 | 3.28     | 3.36   | 3.54   | 3.12           | 20.22 |

マリオの生みの親である宮本茂は、1999年時点で、各キャラクターの個性が出ている点や、アクションの楽しさから、マリオシリーズの中でイチオシとして、本作を挙げている。
ゲームボーイアドバンス版『スーパーマリオアドバンス』
ゲーム誌『ファミ通』の「クロスレビュー」では、7・8・6・6の合計27点（満40点）となっている。